# Coppa del Re (pallamano)
La Coppa del Re è una competizione di pallamano per club maschili spagnoli ed è stata fondata nel 1957; essa si svolge a cadenza annuale.
Dal 1957, anno della sua fondazione, al 1975 veniva chiamata Copa del Generalísimo; con la caduta del regime franchista la competizione ha assunto la denominazione attuale.
Nel torneo si affrontano le squadre partecipanti alla Liga ASOBAL e alla División de Honor Plata nella stagione corrispondente.
A tutto il 2025 si sono svolte 68 edizioni della coppa; con ventotto titoli l'FC Barcelona è la squadra che detiene il record di successi in questa competizione; alle sue spalle c'è il BM Atletico Madrid con dodici titoli.
L'attuale squadra campione in carica è il Barcellona.

## Statistiche

### Albo d'oro
| Edizione    | Vincitore                 | Risultato | 2º classificato           | Note |
| ----------- | ------------------------- | --------- | ------------------------- | ---- |
| 1957 - 1958 | Granollers                | 12 - 6    | Barcellona                |      |
| 1958 - 1959 | Arrahona Sabadell         | 9 - 8     | OAR Gracia Sabadell       |      |
| 1959 - 1960 | Selezione di Madrid       | 22 - 17   | Selezione di Gipuzkoa     |      |
| 1960 - 1961 | Selezione di Madrid       | 24 - 22   | Selezione della Catalogna |      |
| 1961 - 1962 | Atlético Madrid           | 15 - 9    | Granollers                |      |
| 1962 - 1963 | Atlético Madrid           | 19 - 12   | Granollers                |      |
| 1963 - 1964 | Selezione di Gipuzkoa     | 21 - 11   | Selezione della Catalogna |      |
| 1964 - 1965 | Selezione della Catalogna | 15 - 14   | Selezione di Gipuzkoa     |      |
| 1965 - 1966 | Atlético Madrid           | 17 - 16   | Granollers                |      |
| 1966 - 1967 | Atlético Madrid           | 18 - 14   | Granollers                |      |
| 1967 - 1968 | Atlético Madrid           | 17 - 14   | Egia Eskubaloia           |      |
| 1968 - 1969 | Barcellona                | 20 - 14   | Egia Eskubaloia           |      |
| 1969 - 1970 | Granollers                | 15 - 12   | Atlético Madrid           |      |
| 1970 - 1971 | CB Marcol                 | 17 - 15   | Barcellona                |      |
| 1971 - 1972 | Barcellona                | 15 - 9    | CB Marcol                 |      |
| 1972 - 1973 | Barcellona                | 18 - 15   | Atlético Madrid           |      |
| 1973 - 1974 | Granollers                | 19 - 15   | Barcellona                |      |
| 1974 - 1975 | Calpisa Alicante          | 16 - 13   | Granollers                |      |
| 1975 - 1976 | Calpisa Alicante          | 15 - 10   | Atlético Madrid           |      |
| 1976 - 1977 | Calpisa Alicante          | 15 - 14   | Barcellona                |      |
| 1977 - 1978 | Atlético Madrid           | 29 - 23   | Granollers                |      |
| 1978 - 1979 | Atlético Madrid           | 26 - 22   | Calpisa Alicante          |      |
| 1979 - 1980 | Calpisa Alicante          | 20 - 18   | Atlético Madrid           |      |
| 1980 - 1981 | Atlético Madrid           | 21 - 18   | Barcellona                |      |
| 1981 - 1982 | Atlético Madrid           | 19 - 14   | Granollers                |      |
| 1982 - 1983 | Barcellona                | 36 - 16   | Bidasoa Irun              |      |
| 1983 - 1984 | Barcellona                | 21 - 17   | Atlético Madrid           |      |
| 1984 - 1985 | Barcellona                | 15 - 14   | Atlético Madrid           |      |
| 1985 - 1986 | Calpisa Alicante          | 28 - 26   | Barcellona                |      |
| 1986 - 1987 | Atlético Madrid           | 20 - 19   | Granollers                |      |
| 1987 - 1988 | Barcellona                | 23 - 15   | Bidasoa Irun              |      |
| 1988 - 1989 | Cantabria                 | 25 - 21   | Barcellona                |      |
| 1989 - 1990 | Barcellona                | 22 - 20   | Bidasoa Irun              |      |
| 1990 - 1991 | Bidasoa Irun              | 21 - 18   | Atlético Madrid           |      |
| 1991 - 1992 | Alzira                    | 26 - 25   | Barcellona                |      |
| 1992 - 1993 | Barcellona                | 17 - 13   | Bidasoa Irun              |      |
| 1993 - 1994 | Barcellona                | 29 - 23   | Alcalá                    |      |
| 1994 - 1995 | Cantabria                 | 27 - 25   | Octavio                   |      |
| 1995 - 1996 | Bidasoa Irun              | 21 - 20   | Barcellona                |      |
| 1996 - 1997 | Barcellona                | 30 - 29   | Cantabria                 |      |
| 1997 - 1998 | Barcellona                | 31 - 26   | San Antonio               |      |
| 1998 - 1999 | San Antonio               | 32 - 29   | Barcellona                |      |
| 1999 - 2000 | Barcellona                | 34 - 28   | Valladolid                |      |
| 2000 - 2001 | San Antonio               | 22 - 20   | Ciudad Real               |      |
| 2001 - 2002 | Ademar León               | 31 - 28   | Ciudad Real               |      |
| 2002 - 2003 | Ciudad Real               | 34 - 31   | Barcellona                |      |
| 2003 - 2004 | Barcellona                | 27 - 25   | Ciudad Real               |      |
| 2004 - 2005 | Valladolid                | 27 - 25   | Barcellona                |      |
| 2005 - 2006 | Valladolid                | 35 - 30   | Ciudad Real               |      |
| 2006 - 2007 | Barcellona                | 33 - 27   | Ademar León               |      |
| 2007 - 2008 | Ciudad Real               | 31 - 30   | Barcellona                |      |
| 2008 - 2009 | Barcellona                | 29 - 26   | Ciudad Real               |      |
| 2009 - 2010 | Barcellona                | 38 - 35   | Ademar León               |      |
| 2010 - 2011 | Ciudad Real               | 31 - 22   | Valladolid                |      |
| 2011 - 2012 | Atlético Madrid           | 37 - 31   | Barcellona                |      |
| 2012 - 2013 | Atlético Madrid           | 38 - 28   | Logroño                   |      |
| 2013 - 2014 | Barcellona                | 42 - 32   | Granollers                |      |
| 2014 - 2015 | Barcellona                | 27 - 26   | Granollers                |      |
| 2015 - 2016 | Barcellona                | 33 - 30   | Anaitasuna                |      |
| 2016 - 2017 | Barcellona                | 34 - 29   | Logroño                   |      |
| 2017 - 2018 | Barcellona                | 35 - 28   | Logroño                   |      |
| 2018 - 2019 | Barcellona                | 24 - 18   | Cuenca                    |      |
| 2019 - 2020 | Barcellona                | 40 - 25   | Benidorm                  |      |
| 2020 - 2021 | Barcellona                | 35 - 27   | Ademar León               |      |
| 2021 - 2022 | Barcellona                | 30 - 26   | Granollers                |      |
| 2022 - 2023 | Barcellona                | 34 - 23   | Logroño                   |      |
| 2023 - 2024 | Barcellona                | 36 - 23   | Torrelavega               |      |
| 2024 - 2025 | Barcellona                | 35 - 24   | Ademar León               |      |

### Riepilogo vittorie per club
| Numero | Club                      | Anni |
| ------ | ------------------------- | --- |
| 29     | Barcellona                | 1968-69, 1971-72, 1972-73, 1982-83, 1983-84, 1984-85, 1987-88, 1989-90, 1992-93, 1993-94 1996-97, 1997-98, 1999-00, 2003-04, 2006-07, 2008-09, 2009-10, 2013-14, 2014-15, 2015-16, 2016-17, 2017-18, 2018-19, 2019-20, 2020-21, 2021-22, 2022-23, 2023-24, 2024-25 |
| 12     | Atlético Madrid           | 1961-62, 1962-63, 1965-66, 1966-67, 1967-68, 1977-78, 1978-79, 1980-81, 1981-82, 1986-87, 2011-12, 2012-13 |
| 5      | Calpisa Alicante          | 1974-75, 1975-76, 1976-77, 1979-80, 1985-86 |
| 3      | Ciudad Real               | 2002-03, 2007-08, 2010-11 |
| 3      | Granollers                | 1957-58, 1969-70, 1973-74 |
| 2      | Valladolid                | 2004-05, 2005-06 |
| 2      | San Antonio               | 1998-99, 2000-01 |
| 2      | Bidasoa Irun              | 1990-91, 1995-96 |
| 2      | Cantabria                 | 1988-89, 1994-95 |
| 2      | Selezione di Madrid       | 1959-60, 1960-61 |
| 1      | Ademar León               | 2001-02 |
| 1      | Alzira                    | 1991-92 |
| 1      | CB Marcol                 | 1970-71 |
| 1      | Selezione della Catalogna | 1964-65 |
| 1      | Selezione di Gipuzkoa     | 1963-64 |
| 1      | Arrahona Sabadell         | 1958-59 |